# Pachylarnax
Pachylarnax es un género con dos especies de plantas con flores pertenecientes a la familia de las magnoliáceas, orden Magnoliales, subclase Magnoliidae, clase Magnoliopsida, división Magnoliophyta.
Es considerado un sinónimo de Magnolia

## Especies
- Pachylarnax pleiocarpa
- Pachylarnax praecalva